# Sauvessanges
Sauvessanges é uma comuna francesa na região administrativa de Auvérnia-Ródano-Alpes, no departamento Puy-de-Dôme. Estende-se por uma área de 33,39 km². Em 2010 a comuna tinha 535 habitantes (densidade: 16 hab./km²).